# Minelli
Luisa Ionela Luca (n. 22 august 1988, Slobozia, România) cunoscută profesional ca Minelli, este o cântăreață, compozitoare și textieră română. Minelli este apreciată în România ca compozitoare și textieră, dar succesul ei internațional ca solistă i-a fost asigurat de single-uri precum „MMM” (2022), „Mariola” (2019) și „Rampampam” (2021).

## Biografie
Minelli s-a născut pe 22 august 1988, în Slobozia, județul Ialomița, și a început să cânte la vârsta de 11 ani, când a format o trupă în orașul natal. În 2004 s-a mutat la București, iar între 2006 și 2009 a fost componentă a trupei Wassabi. După desființarea trupei, Minelli s-a concentrat pe cariera ei solo și a început să lucreze ca cântăreață, compozitoare și textieră.

## Cariera muzicală

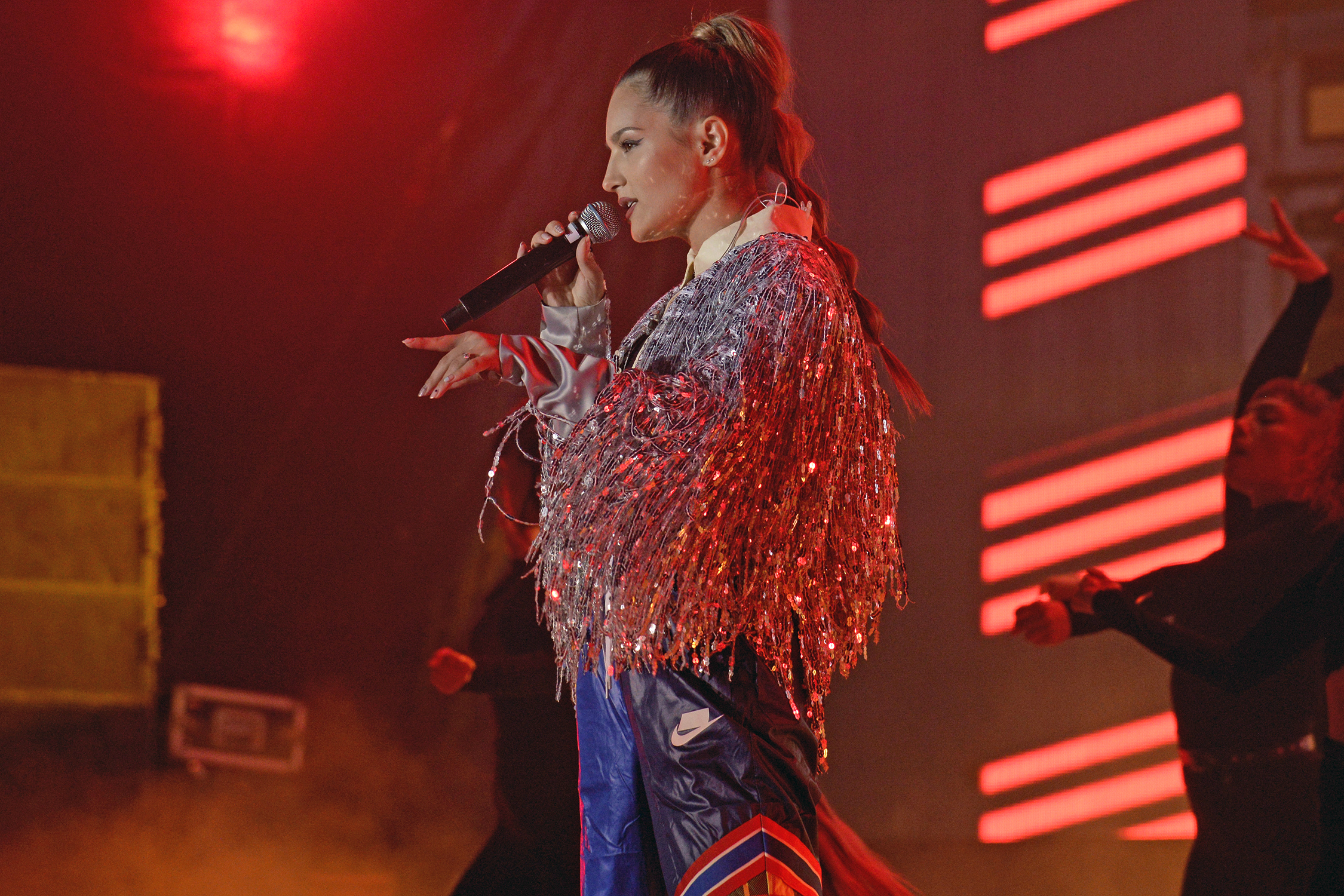
Minelli pe scenă la The Artist Awards 2019

În 2013 colaborează cu LoL Deejays și FYI la single-ul „Portilla De Bobo”, dar piesa a avut performanțe modeste în top-urile muzicale din Franța.
În 2016, Minelli a colaborat cu Vanotek iar „My Mind”, primul single lansat de cei doi, s-a bucurat de succes în top-urile din Germania și în cele internaționale. Al doilea single, „În dormitor”, a ocupat locul 1 pe iTunes și locul 6 pe Shazam.
Solista a lansat în 2017 primul ei single solo, „Empty Spaces”, care a intrat în top-urile din 12 țări, printre care Germania, Danemarca, Polonia, Turcia și Rusia.
La începutul anului 2019, Minelli a lansat piesa „Mariola”, care a ajuns pe locul 1 în Romanian Airplay 100. De asemenea, single-ul a ajuns pe locul 10 în top-ul german, pe locul 11 în Franța și pe locul 3 în Bulgaria și Cehia.
Minelli a compus versurile și muzica împreună cu Mihai Alexandru Bogdan (Quick) și Alex Cotoi, iar videoclipul a ajuns la peste 21 de milioane de vizualizări pe YouTube.
Melodia a fost licențiată de Sony Music Germania, Magic Records pentru Polonia și Bulgaria, EffectiveRecords pentru Rusia și Comunitatea Statelor Independente și YeniDunyaMuzik pentru Turcia.
Hit-ul internațional „Rampampam” a fost lansat pe 18 martie 2021 în România și Rusia de către Global Records. Single-ul a fost compus de Minelli și Viky Red, scris de Minelli și produs de Viky Red. „Rampampam” s-a clasat pe primul loc în top-urile muzicale din Belarus, Bulgaria, Cehia, Ungaria, Comunitatea Statelor Independente (CSI), Lituania și Rusia, și s-a clasat pe locul al doilea în top-urile din România, Polonia și Ucraina. În săptămâna care s-a încheiat pe 28 august 2021, „Rampampam” a ajuns pe locul 139 în Billboard Global Excl. U.S. Cu acest single Minelli a câștigat premiul pentru Cea mai ascultată piesă la nivel internațional la The Artist Awards 2021, eveniment muzical anual desfășurat în România, organizat de Big Events în parteneriat cu Opera Română Craiova.
În calitate de compozitoare și textieră, repertoriul lui Minelli conține piese de succes precum „Inimi de ceară” (2017) interpretată de Andra, „Touch Me” (2019) interpretată de Antonia sau „Flashbacks” (2021) interpretată de Inna.

## Viața personală
Minelli l-a cunoscut pe Lucian Luca în 2007 la un studio de înregistrări, iar ulterior cei doi s-au căsătorit. În 2010, au devenit părinți când s-a născut Sarah Maria, primul lor copil. În 2017, artista a născut cel de-al doilea copil, un băiat pe nume Filip.

## Discografie

### Single-uri

#### Ca artist principal
| Titlu                                               | Anul | Poziții de vârf în top-uri | Poziții de vârf în top-uri | Poziții de vârf în top-uri | Poziții de vârf în top-uri | Poziții de vârf în top-uri | Poziții de vârf în top-uri | Poziții de vârf în top-uri | Poziții de vârf în top-uri | Poziții de vârf în top-uri | Poziții de vârf în top-uri | Poziții de vârf în top-uri | Poziții de vârf în top-uri | Poziții de vârf în top-uri | Poziții de vârf în top-uri |
| Titlu                                               | Anul | RO                         | BY                         | BG                         | HR                         | DE                         | FR                         | HU                         | MD                         | LT                         | PL                         | PL                         | CSI                        | CSI                        | CSI                        |
| Titlu                                               | Anul | RO                         | BY                         | BG                         | HR                         | DE                         | FR                         | HU                         | MD                         | LT                         | Airplay                    | TV                         | Radio                      | Radio & YouTube            | YouTube                    |
| --------------------------------------------------- | ---- | -------------------------- | -------------------------- | -------------------------- | -------------------------- | -------------------------- | -------------------------- | -------------------------- | -------------------------- | -------------------------- | -------------------------- | -------------------------- | -------------------------- | -------------------------- | -------------------------- |
| „Have some fun with 21” (with Wassabi feat. Matteo) | 2006 | —                          | —                          | —                          | —                          | —                          | —                          | —                          | —                          | —                          | —                          | —                          | —                          | —                          | —                          |
| „Și m-am îndrăgostit de tine” (with Wassabi)        | 2007 | —                          | —                          | —                          | —                          | —                          | —                          | —                          | —                          | —                          | —                          | —                          | —                          | —                          | —                          |
| „Lonely Girl” (with Wassabi feat. Sonny Flame)      | 2009 | —                          | —                          | —                          | —                          | —                          | —                          | —                          | —                          | —                          | —                          | —                          | —                          | —                          | —                          |
| „Don't Go Baby” (with Wassabi)                      | 2009 | —                          | —                          | —                          | —                          | —                          | —                          | —                          | —                          | —                          | —                          | —                          | —                          | —                          | —                          |
| „Dacă strig” (feat. MoJo)                           | 2013 | —                          | —                          | —                          | —                          | —                          | —                          | —                          | —                          | —                          | —                          | —                          | —                          | —                          | —                          |
| „My Heart”                                          | 2017 | —                          | —                          | —                          | —                          | —                          | —                          | —                          | —                          | —                          | —                          | —                          | —                          | —                          | —                          |
| „Empty Spaces”                                      | 2017 | —                          | —                          | —                          | —                          | —                          | —                          | —                          | —                          | —                          | —                          | —                          | —                          | —                          | —                          |
| „Haos”                                              | 2018 | —                          | —                          | —                          | —                          | —                          | —                          | —                          | —                          | —                          | —                          | —                          | —                          | —                          | —                          |
| „Addicted” (feat. Sickotoy)                         | 2019 | 2                          | —                          | —                          | —                          | —                          | —                          | —                          | —                          | —                          | —                          | —                          | 130                        | 124                        | —                          |
| „Mariola”                                           | 2019 | 1                          | —                          | —                          | —                          | 198                        | —                          | —                          | —                          | —                          | —                          | —                          | 171                        | 152                        | —                          |
| „Bo$$”                                              | 2019 | —                          | —                          | —                          | —                          | —                          | —                          | —                          | —                          | —                          | —                          | —                          | —                          | —                          | —                          |
| „Loca” (feat. Erik Frank)                           | 2020 | —                          | —                          | —                          | —                          | —                          | —                          | —                          | —                          | —                          | —                          | —                          | —                          | —                          | —                          |
| „Separated”                                         | 2020 | —                          | —                          | —                          | —                          | —                          | —                          | —                          | —                          | —                          | —                          | —                          | —                          | —                          | —                          |
| „Discoteka” (feat. Inna)                            | 2020 | 62                         | —                          | —                          | —                          | —                          | —                          | —                          | —                          | —                          | —                          | —                          | —                          | —                          | —                          |
| „Nostalgia”                                         | 2020 | —                          | —                          | —                          | —                          | —                          | —                          | —                          | —                          | —                          | —                          | —                          | 466                        | 545                        | —                          |
| „Have Yourself A Merry Little Christmas” (Cover)    | 2020 | —                          | —                          | —                          | —                          | —                          | —                          | —                          | —                          | —                          | —                          | —                          | —                          | —                          | —                          |
| „Illusion”                                          | 2020 | —                          | —                          | —                          | —                          | —                          | —                          | —                          | —                          | —                          | —                          | —                          | —                          | —                          | —                          |
| „Rampampam”                                         | 2021 | 2                          | 1                          | 1                          | 24                         | 199                        | —                          | 6                          | 8                          | 1                          | 42                         | 3                          | 1                          | 1                          | 4                          |
| „Party” (feat. Inna & Romanian House Mafia)         | 2021 | —                          | —                          | —                          | —                          | —                          | —                          | —                          | —                          | —                          | —                          | —                          | —                          | —                          | —                          |
| "Nothing Hurts"                                     | 2021 | 8                          | —                          | 5                          | 33                         | —                          | —                          | —                          | —                          | 2                          | 11                         | —                          | 25                         | 53                         | —                          |
| „Heart Instructions"                                | 2022 | —                          | —                          | —                          | —                          | —                          | —                          | —                          | —                          | —                          | —                          | —                          | —                          | —                          | —                          |
| „MMM"                                               | 2022 | —                          | —                          | —                          | 23                         | —                          | —                          | —                          | —                          | 62                         | 11                         | —                          | 16                         | —                          | —                          |
| „Deep Sea" (cu R3HAB)                               | 2022 | —                          | —                          | —                          | —                          | —                          | —                          | —                          | —                          | —                          | —                          | —                          | —                          | —                          | —                          |
| „Confused"                                          | 2022 | —                          | —                          | —                          | —                          | —                          | —                          | —                          | —                          | —                          | —                          | —                          | —                          | —                          | —                          |
| „Could Be Something"                                | 2022 | —                          | —                          | —                          | —                          | —                          | —                          | —                          | —                          | —                          | —                          | —                          | —                          | —                          | —                          |
| „Think About U" (cu Sickotoy)                       | 2023 | —                          | —                          | —                          | —                          | —                          | —                          | —                          | —                          | —                          | —                          | —                          | —                          | —                          | —                          |
| „Drinks On MI"                                      | 2023 | —                          | —                          | —                          | —                          | —                          | —                          | —                          | —                          | —                          | —                          | —                          | —                          | —                          | —                          |
| „Maracatu"                                          | 2023 | —                          | —                          | —                          | —                          | —                          | —                          | —                          | —                          | —                          | —                          | —                          | —                          | —                          | —                          |
| „Vitamin U"                                         | 2023 | —                          | —                          | —                          | —                          | —                          | —                          | —                          | —                          | —                          | —                          | —                          | —                          | —                          | —                          |
| „Silver & Gold"                                     | 2023 | —                          | —                          | —                          | —                          | —                          | —                          | —                          | —                          | —                          | —                          | —                          | —                          | —                          | —                          |
| „Routine"                                           | 2023 | —                          | —                          | —                          | —                          | —                          | —                          | —                          | —                          | —                          | —                          | —                          | —                          | —                          | —                          |
| „Stay Awake"                                        | 2023 | —                          | —                          | —                          | —                          | —                          | —                          | —                          | —                          | —                          | —                          | —                          | —                          | —                          | —                          |
| „Don’t U Worry" (cu Gran Error)                     | 2023 | —                          | —                          | —                          | —                          | —                          | —                          | —                          | —                          | —                          | —                          | —                          | —                          | —                          | —                          |
| „Kill The Lights"                                   | 2023 | —                          | —                          | —                          | —                          | —                          | —                          | —                          | —                          | —                          | —                          | —                          | —                          | —                          | —                          |
| „Memories"                                          | 2023 | —                          | —                          | —                          | —                          | —                          | —                          | —                          | —                          | —                          | —                          | —                          | —                          | —                          | —                          |
| „Tonight"                                           | 2023 | —                          | —                          | —                          | —                          | —                          | —                          | —                          | —                          | —                          | —                          | —                          | —                          | —                          | —                          |
| „Crazy"                                             | 2023 | —                          | —                          | —                          | —                          | —                          | —                          | —                          | —                          | —                          | —                          | —                          | —                          | —                          | —                          |
| „Peligrosa"                                         | 2023 | —                          | —                          | —                          | —                          | —                          | —                          | —                          | —                          | —                          | —                          | —                          | —                          | —                          | —                          |
|                                                     |      |                            |                            |                            |                            |                            |                            |                            |                            |                            |                            |                            |                            |                            |                            |

#### Ca artist secundar
| Titlu                                                                   | Anul | Poziții de vârf în top-uri | Poziții de vârf în top-uri | Poziții de vârf în top-uri | Poziții de vârf în top-uri | Poziții de vârf în top-uri | Poziții de vârf în top-uri |
| Titlu                                                                   | Anul | RO                         | DE                         | FR                         | CSI                        | CSI                        | CSI                        |
| Titlu                                                                   | Anul | RO                         | DE                         | FR                         | Radio                      | Radio & YouTube            | YouTube                    |
| ----------------------------------------------------------------------- | ---- | -------------------------- | -------------------------- | -------------------------- | -------------------------- | -------------------------- | -------------------------- |
| „Reality & Dreams” (Morandi feat. Minelli)                              | 2007 | —                          | —                          | —                          | —                          | —                          | —                          |
| „Soare din nori” (Bitză feat. Minelli)                                  | 2013 | —                          | —                          | —                          | —                          | —                          | —                          |
| „Portilla De Bobo” (LoL Deejays feat. Minelli & FYI)                    | 2013 | —                          | —                          | 52                         | 256                        | —                          | —                          |
| „Hump” (Arnold Palmer feat. Minelli)                                    | 2015 | —                          | —                          | —                          | —                          | —                          | —                          |
| „Murder the Dancefloor” (Emrah Is feat. Minelli & Follow Your Instinct) | 2016 | —                          | —                          | —                          | —                          | —                          | —                          |
| „Love on Repeat” (Dave Ramone feat. Minelli)                            | 2016 | —                          | 87                         | —                          | 12                         | 17                         | —                          |
| „My Mind” (Vanotek feat. Minelli)                                       | 2016 | —                          | —                          | —                          | —                          | —                          | —                          |
| „În dormitor” (Vanotek feat. Minelli)                                   | 2016 | —                          | —                          | —                          | —                          | —                          | —                          |
| „Summer Love” (Dave Ramone feat. Minelli)                               | 2017 | —                          | —                          | —                          | —                          | —                          | —                          |
| „No Sleep” (Vanotek feat. Minelli)                                      | 2017 | —                          | —                          | —                          | 168                        | 218                        | —                          |
| „Paradise” (PAX Paradise Auxiliary feat. Minelli)                       | 2019 | —                          | —                          | —                          | —                          | —                          | —                          |
| „Fire To My Heart” (Marco & Seba feat. Minelli)                         | 2019 | —                          | —                          | —                          | —                          | —                          | —                          |
| „Pa Mi” (Gran Error feat. Minelli & Spania '99)                         | 2019 | —                          | —                          | —                          | —                          | —                          | —                          |
| „Done” (Pascal Junior feat. Minelli)                                    | 2020 | —                          | —                          | —                          | —                          | —                          | —                          |
| „Dum Dum” (Sickotoy feat. Minelli & Ilkay Sencan)                       | 2020 | —                          | —                          | —                          | —                          | —                          | —                          |
| „F..k That” (Bastard! feat. Minelli)                                    | 2020 | —                          | —                          | —                          | 8                          | 9                          | —                          |
| „Scara 2, Etajul 7” (Carla's Dreams feat. Minelli)                      | 2020 | 3                          | —                          | —                          | —                          | —                          | —                          |
| „You Lose” (Bastard! feat. Minelli)                                     | 2021 | —                          | —                          | —                          | 144                        | 135                        | —                          |
| „Shukar” (Gran Error feat. Minelli)                                     | 2021 | —                          | —                          | —                          | —                          | —                          | —                          |

## Compoziție
| Anul | Cântec                     | Artist                    |
| ---- | -------------------------- | ------------------------- |
| 2012 | „Dame Dame”                | Mandinga                  |
| 2012 | „Sufletul zâmbea”          | Mandinga                  |
| 2014 | „Inima nu vrea”            | Horia Brenciu feat. Delia |
| 2017 | „NaNaNa”                   | Alina Eremia              |
| 2017 | „Dream About the Ocean”    | Inna                      |
| 2017 | „Între noi nu mai e nimic” | FreeStay feat. Andra      |
| 2017 | „Inimi de ceară”           | Andra                     |
| 2018 | „Magical place”            | DJ Sava feat. IOVA        |
| 2019 | „Touch Me”                 | Antonia                   |
| 2019 | „Take Me”                  | Vanotek feat. Myata       |
| 2019 | „You Don't Love Me”        | Sickotoy feat. Roxen      |
| 2019 | „Hurricane”                | Alessiah                  |
| 2020 | „Como ¡Ay!”                | Antonia                   |
| 2020 | „Maza”                     | Inna                      |
| 2020 | „Slow Dance”               | Gran Error                |
| 2020 | „Storm”                    | Roxen                     |
| 2020 | „Göz Göze”                 | Alper Erözer              |
| 2020 | „Love Me”                  | Alessiah                  |
| 2021 | „Flashbacks”               | Inna                      |
| 2021 | „One Reason”               | Inna                      |
| 2021 | „Beautiful Lie”            | Inna                      |
| 2021 | „Gucci Balenciaga”         | Inna                      |
| 2021 | „Sunset Dinner”            | Inna                      |
| 2021 | „You and I”                | Inna                      |
| 2021 | „Thicky”                   | Inna                      |
| 2021 | „Till Forever”             | Inna                      |
| 2021 | „Call 911”                 | Sickotoy feat. Maruv      |
| 2021 | „Someone”                  | Vanotek feat. Denitia     |
| 2021 | „Up"                       | Inna cu Sean Paul         |
| 2022 | „Lonely”                   | Inna                      |
| 2022 | „Love Bizarre”             | Inna                      |
| 2022 | „Baby”                     | Inna                      |
| 2022 | „Fire & Ice”               | Inna                      |
| 2022 | „Solo”                     | Inna                      |
| 2022 | „Cryo"                     | Inna                      |
| 2022 | „Millennium"               | Inna                      |
| 2022 | „Kumera"                   | Inna                      |
| 2022 | „Don't Let Me Down"        | Inna                      |
| 2022 | „Tattoo"                   | Eva Timush                |

## Premii și nominalizări
| Anul | Premiu            | Categoria                                      | Beneficiar  | Rezultat     | Ref.   |
| ---- | ----------------- | ---------------------------------------------- | ----------- | ------------ | ------ |
| 2019 | The Artist Awards | The Electronic Dance Artist                    | Minelli     | Câștigat     | [ 47 ] |
| 2019 | The Artist Awards | Best Song                                      | „Mariola”   | Nominalizare | [ 47 ] |
| 2020 | The Artist Awards | Favorite Artist                                | Minelli     | Nominalizare | [ 48 ] |
| 2020 | The Artist Awards | Best DJ / Electronic / Dance                   | Minelli     | Nominalizare | [ 48 ] |
| 2021 | The Artist Awards | International Breakthrough                     | Minelli     | Câștigat     | [ 49 ] |
| 2021 | The Artist Awards | The Artist                                     | Minelli     | Nominalizare | [ 49 ] |
| 2021 | The Artist Awards | The Female Artist                              | Minelli     | Nominalizare | [ 49 ] |
| 2021 | The Artist Awards | International Hitmaker                         | Minelli     | Nominalizare | [ 49 ] |
| 2021 | The Artist Awards | Cea mai ascultată piesă la nivel internațional | „Rampampam” | Câștigat     | [ 49 ] |
| 2021 | The Artist Awards | Best Song                                      | „Rampampam” | Nominalizare | [ 49 ] |